# Batalla de Nadaun
La batalla de Nadaun va ser lliurada a Nadaun, entre el rajà Bhim Chand de Bilaspur (Kahlur) i els mogols dirigits per Alif Khan. El rajà Bhim Chand tenia el suport del guru Gobind Singh (el desè guru sikh), així com d'altres capitosts, els quals refusaven pagar tribut a l'emperador mogol. En canvi, els mogols rebien el suport del rajà de Kangra, així com del rajà Dayal de Bijarwall. La batalla va acabar amb la victòria de Bhim Chand i dels seus aliats.
Els diversos autors que han estudiat aquest tema han situat la data de la batalla en moments tant diversos com 1687, 1689, 1690, el 20 de març de 1691, o el 4 d'abril de 1691.
Bichitra Natak, considerada com l'autobiografia de Guru Gobind Singh, és una de les millors fonts d'informació sobre la batalla. No obstant, la seva autoria està disputada per alguns acadèmics.

## Antecedents
Durant l'imperi mogol a l'Índia (1556-1707), diversos gurus sikh van ser assassinats pels mogols per oposar-se a la persecució de comunitats religioses minoritàries, i els sikh es van militaritzar i lluitar contra els mogols. Les campanyes de l'emperador mogol Aurangzeb per l'altiplà del Dècan contra Bijapur i Golkonda havien suposat una forta pressió pel tresor mogol. Per finançar aquestes despeses, Aurangazeb va ordenar al governador del Panjab, Azim Khan, que recuperés la imposició d'un tribut anual sobre els líders dels estats de la regió, els quals havien estat evitant el pagament durant tres anys consecutius.
Azim Khan va assignar el deure de recol·lectar aquests tributs a Mian Khan, virrei de Jammu. El deure de recol·lectar els tributs de Kangra i els principats veïns va ser assignat a Alif Khan (o Alaf Khan).
Alif Khan, primer, es va apropar al rajà Kirpal Chand (o Bhim Chand Katoch) de Kangra. El rajà li va anunciar que el rajà Bhim Chand de Bilaspur (Kahlur) era el rei més poderós de la regió; si ell pagava el tribut, aleshores els altres el seguirien. El rajà Dayal de Bijarwal (o Bijharwal) va ser persuadit per Kirpal perquè satisfés les demandes d'Alif Khan. A petició del rajà Kirpal, Alif Khan va dirigir-se cap a la capital de Bhim Chand. Abans d'arribar va aturar-se a Nadaun, enviant un emissari a Bhim Chand de Bilaspur amb les seves demandes. Tot i així, Bhim Chand va refusar pagar el tribut.
El rajà Bhim Chand de Bilaspur va formar una aliança amb la resta dels rajàs de l'altiplà, a més de buscar el suport del gurú Gobind Singh. El gurú, que estava en contra del concepte de pagar tributs als mogols, va decidir donar suport a Bhim Chand.

## Descripció al Bichitra Natak
L'autor del Bichitra Natak explica que Bhim Chand va rebre el suport del rajà Singh, Ram Singh, Sukhdev Gaji de Jasrot, i Prithi Chand de Dadhwal, entre d'altres. També assegura que els rajputs de les tribus Nanglua i Panglu, així com els soldats de Jaswar i Guler, també van participar en la batalla.
Inicialment, les forces de Kirpal Chand eren molt més nombroses que les de Bhim Chand. No obstant, Bhim Chand va recitar mantres Hanuman, i va fer venir a tots els seus aliats, inclòs el gurú. Quan les forces combinades van llençar l'atac, les tropes enemigues del rajà Dayal de Bijharwal i del rajà Kirpal també van avançar. En la batalla conseqüent, les forces dels mogols i de Kirpal Chand van ser conduïdes cap a un riu. Alif Khan i els seus soldats van fugir del camp de batalla.

## Conseqüències
Segons el Bichitra Natak, el gurú Gobind Singh es va quedar a Nadaun, a la llera del riu Beas, durant vuit dies més, visitant els llocs on es trobaven tots els capitosts. Més endavant, les dues parts van arribar a un acord i es va establir la pau. Amb l'increment del poder del guru Gobind Singh i l'establiment de l'orde militar dels Khalsa, els rajàs de muntanyes Siwalik es van alarmar, i després de diversos intents fallits d'acabar amb el poder del guru, van demanar ajuda dels mogols, que els van poder vèncer en la segona batalla d'Anandpur després d'una derrota l'any anterior.
Finalment, el maharajà Ranjit Singh va construir una gurdwara a l'indret exacte on el gurú hi havia plantat la seva tenda. La gurdwara va quedar afiliada al Shiromani Gurdwara Prabandhak Committee el 1935. Se la coneix com a Gurudwara Dasvin Patshahi o Gurdwara Nadaun Sahib.